# Seif Asser Sherif
Seif Asser Sherif (in arabo سيف آسر شريف‎?; Giza, 14 aprile 1995) è un ginnasta egiziano, specializzato nel trampolino elastico.

## Biografia
Ha studiato presso l'Università del Middlesex di Londra. E' allenato dall'egiziano Ahmed Abouelela e dal russo Sergei Marchenkov.
Ai campionati africani di Pretoria 2012 ha ottenuto la medaglia di bronzo nel trampolino individuale e quella d'argento nella gara a squadre.
Ai campionati africani de Il Cairo 2018, ha guadagnato l'oro nel trampolino a squadre, con Omar Chafik, Nour Elbahat e Mohab Hassan, e nel trampolino sincronizzato con Mohab Hassan, e l'argento nel trampolino individuale.
Grazie alle vittoria dell'oro individuale ai campionati africani de Il Cairo 2021, è riuscito a qualificarsi ai Giochi olimpici di Tokyo 2020.

## Palmarès
- Campionati africani

Pretoria 2012: bronzo nel trampolino individuale; argento nel trampolino a squadre;
Il Cairo 2018: oro nel trampolino a squadre; oro nel trampolino sincro; argento nel trampolino individuale;
Il Cairo 2021: oro nel trampolino individuale;